# Nokia N96
Il Nokia N96 è uno smartphone prodotto da Nokia, facente parte della Nseries, successore del Nokia N95.
La vendita del Nokia N96 è cominciata nel settembre 2008, affiancando il suo predecessore Nokia N95.

## Caratteristiche principali

### In generale
Telefono leggero (125 g) e compatto, come il suo predecessore N95 ha uno spiccato orientamento alla multimedialità: lettore mp3, fotocamera da 5 megapixel, GPS, videocamera, suite di produttività personale QuickOffice per lavoro d'ufficio, VoIP, giochi.

### Il design
Dotato come il precedente N95 dello slide in due direzioni, (tastierino T9 scorrendo verso l'alto, tasti multimediali per il controllo audio/video scorrendo in basso).

### Connettività
Il Nokia N96 è dotato di connessioni WLAN 802.11b/g, USB 2.0, UMTS/HSDPA, DVB-H, Bluetooth 2.0.

### Sistema Operativo e memoria
La memoria flash interna è di 16GB, espandibile fino a 32 GB tramite schede MicroSD HC (TransFlash). Il sistema operativo è Symbian 9.3 S60 3rd Edition FP2